# 왕위 (양나라)
왕위(王偉, 생년 미상 ~ 552년 6월 25일)는 중국 남북조 시대 양나라의 정치가이자 반역자로, 예주(豫州) 진류군(陳留郡) 사람이다.

## 생애
어려서 재주와 학문이 있었으며, 후경의 아래에서 표(表)와 서(書) 그리고 격(檄)은 모두 그의 손에서 만들어졌다. 후경이 난을 일으키자 왕위는 그를 따랐는데 여기저기 약탈을 하면서 반란군의 숫자가 부쩍 늘어났다. 이에 왕위는 소연과 협상을 해 식량을 확보했다.
후에 후경이 황제에 오르고 국호를 선포하자 왕위는 상서좌복야(尙書左僕射)에 올랐으며 황제의 곁에서 업무를 처리했다. 이때 왕위는 후경에게 칠묘(七廟)를 세워야 한다 주장했는데 후경은 칠묘의 대해 물었다. 이에 왕위가 나서서 대답하길
| “ | 천자가 제사를 지내는 칠대 조상의 사당을 말합니다. 위패를 만들어야 되니 원컨대 감히 칠대 선조님들의 휘(諱)를 여쭙겠습니다. | ” |

그러자 후경이 대답하니
| “ | 할아버지 이전 조상들은 이름도 모르고 얼굴도 못 봤다. 오래전에 삭주 땅에서 돌아가신 아버지 이름은 후표(候票)인데 그 먼 삭주 땅에서 어떻게 이 먼 건강까지 와서 밥을 먹는단 말이냐? | ” |

이에 신하들은 후경을 한심하게 여겨 웃음을 참지 못했고 왕위는 어쩔수 없이 나머지 6개의 위패에 아무런 이름이나 새겼다.
후에 후경이 몰락하고 왕위는 수도 강릉(江陵)으로 압송되었는데 본래 소역은 그를 살려두려 했으나 왕위는 소역을 욕하며 굴복하기를 거부했다. 분노한 소역은 그를 팽형에 처해 백성들이 그의 살을 씹어먹었다. 소역은 후에 이를 후회하면서 왕위의 묘를 세우게 했다.

## 참고 문헌
- 《양서》 56권 양서 제56 왕위
- 《양서》 5권 양서 제5 원제 소역